# Ion Gonțea
Ion Gonțea (n. 14 noiembrie 1951, Bran, România) este un politician român, fost membru al Parlamentului României, ales pe listele PD. Absolvent al Institutului Politehnic Brașov și al Facultății de Drept Economico-Administrativ Sibiu. În perioada 1991-1992, Ion Gonțea este primar al Brașovului, iar în perioada 1992-1996 a fost Președintele Consiliului Județean Brașov.
Ion Gonțea a demisionat din Parlament pe data de 14 iulie 2008 și a fost înlocuit de deputatul Adrian Ciocănea-Teodorescu. În cadrul activității sale parlamentare, Ion Gonțea a fost membru în grupurile parlamentare de prietenie cu Regatul Norvegiei și Canada.